# Dwór w Kobylnikach (powiat szamotulski)
Dwór w Kobylnikach – dwór z XIX w. we wsi Kobylniki (powiat szamotulski) wpisany do rejestru zabytków nieruchomych województwa wielkopolskiego.
Dwór o charakterze eklektycznym - bryle nieregularnej o formach neorenesansowych z dachem mansardowym. Budynek murowany, na planie prostokąta z dwoma ryzalitami, dwukondygnacyjny, z mansardą, podpiwniczony. 
Inicjatorem budowy  okazałej rezydencji w latach 1886-1887 był ordynat Tadeusz Twardowski, syna Teodora  w latach 1886-1887 według projektu architekta Zygmunta Gorgolewskiego.  W posiadaniu rodziny Twardowskich majątek pozostawał do 1939, kiedy został zajęty przez Niemców. Po II wojnie światowej majątek stał się własnością skarbu państwa, a na jego terenie utworzono państwowe gospodarstwo rolne. Ulokowany we wschodniej części wsi, otoczony obszernym parkiem, oddzielającym go od szosy. Na skraju parku znajduje się staw. W pobliżu zabudowania gospodarcze i gorzelnia. Pod koniec XX w. użytkowany jako budynek mieszkalny wielorodzinny. W 1990 po odrestaurowaniu został zaadaptowany na hotel. W 2021 wystawiono go na sprzedaż wyceniając na 4 mln 900 tys. zł.
Na wieży znajduje się płycina z piaskowca zawierająca kartusz z herbem Ogończyk Twardowskich oraz wstęgą nad klejnotem hebrowym z napisem: W pracy szczęście oraz napisem pod herbem Budowano R. P. 1887.
Zabytkowy obiekt jest częścią  zespół dworskiego, w skład którego wchodzą jeszcze:
- park z XIX w.
- kaplica z końca XIX w.[4][1]

Herb Ogończyk T. Twardowskiego